# Chiesa di San Carlo Borromeo (Torrazza Coste)
La chiesa di San Carlo Borromeo è la parrocchiale di Torrazza Coste, in provincia di Pavia ed diocesi di Tortona; fa parte del vicariato di Voghera.

## Storia
La chiesa di San Carlo Borromeo venne costruita tra il 1623 e il 1625 ed eretta a parrocchiale in quello stesso 1625, rendendosi così autonoma dalla matrice di Sant'Antonino.
Dalla relazione della visita pastorale del 1638 del vescovo Paolo Aresi si apprende che il numero di fedeli era pari a 450 e che la parrocchiale aveva alle sue dipendenze l'oratorio di Santa Maria di Pontazzo.
Quattro anni dopo il vescovo Giulio Resta, durante la sua visita, annotò che la chiesa, in cui avevano sede le compagnie del Santissimo Sacramento, della Beata Vergine Maria del Carmine e della Dottrina Cristiana, aveva come filiali gli oratori di Santa Maria e di San Rocco e che i fedeli ammontavano a 720.
Nel 1953 le navate laterali vennero sopraelevate e sempre nel Novecento la parrocchia passò dal vicariato di Montebello a quello di Voghera.

## Descrizione

### Esterno
La facciata a salienti della chiesa, rivolta a settentrione, si compone di tre parti, di cui la centrale, scandita da lesene sorreggenti il frontone e decorata con gli affreschi ritraenti San Carlo Borromeo, la Madonna del Carmine e San Giuseppe con Gesù Bambino, presenta il portale maggiore, una finestra e due nicchie vuote, mentre le ali laterali sono caratterizzate dagli ingressi laterali e da due ulteriori finestre.
Annesso alla parrocchiale è il campanile a base quadrata, suddiviso da cornici in più registri; la cella presenta su ogni lato una monofora a tutto sesto ed è coronata dalla guglia piramidale poggiante sul tamburo ottagonale.

### Interno
L'interno dell'edificio è suddiviso da pilastri sorreggenti degli archi a tutto sesto in tre navate, di cui la centrale coperta da volta a botte e le laterali da volte a vela; al termine dell'aula si sviluppa il presbiterio, rialzato di alcuni gradini e chiuso dall'abside semicircolare.
Qui sono conservate diverse opere di pregio, tra le quali la statua con soggetto San Pio V e l'altare marmoreo della Beata Vergine Addolorata, costruito nel 1923.